# سیدآقایی
سیدآقایی، روستایی از توابع بخش مرکزی شهرستان مهریز در استان یزد ایران است.

## جمعیت
این روستا در دهستان تنگ چنار قرار دارد و براساس سرشماری مرکز آمار ایران در سال 1395، جمعیت آن ۲۰ نفر (۸خانوار) بوده‌است.
درفصل تابستان با توجه به ییلاقی بودن ،جمعیت این روستا بیش از 60 نفر(26خانوار) می باشد. 